# Dejnokrates
Dejnokrates, Dinokrates – architekt i urbanista grecki, działający w drugiej połowie IV wieku p.n.e., pochodzący prawdopodobnie z Rodos i pozostający w służbie Aleksandra Macedońskiego. Był artystą specjalizującym się w przedsięwzięciach monumentalnych i nietuzinkowych.

## Źródła i wątpliwości
O Dejnokratesie pisali Witruwiusz, Diodor Sycylijski, Plutarch, Strabon i inni pisarze starożytni. Różni autorzy podają nieco odmienne brzmienie jego imienia. Także Rodos jako miejsce jego pochodzenia podawane jest w wątpliwość, bierze się także pod uwagę Macedonię.

## Projekty zrealizowane
Z rozkazu swego mecenasa projektował urbanistyczny plan Aleksandrii oparty na prostokątnej siatce ulic (332/331 p.n.e.). Później wzniósł w Babilonie niezwykły, znany z opisu monument apoteozujący Hefajstiona – gigantyczny stos pogrzebowy o wysokości około 58 m, zajmujący powierzchnię 380 m², kształtem przypominający ziggurat, dekorowany z orientalnym przepychem m.in. rzeźbami i reliefami (np. z przedstawieniami Gigantomachii, lwów, byków ze złota), po stosownych uroczystościach strawiony przez ogień. Do projektów zrealizowanych zaliczają się również świątynie w Delfach, Delos i innych miastach greckich, a także był współtwórcą tzw. Drugiej Świątyni Artemidy w Efezie, budowana od 334 p.n.e.

## Projekty niezrealizowane
O wielkim rozmachu twórczym Dejnokratesa może świadczyć przedstawiony Aleksandrowi Wielkiemu projekt przekucia góry Atos na posąg będący popiersiem Aleksandra, trzymającym miasto w lewej dłoni i ogromną czarę w prawej, z której zebrane wody strumieni spadałyby kaskadą do morza. Projekt ten jednak nigdy nie doczekał się realizacji. Innym niezrealizowanym projektem był grobowiec Filipa Macedońskiego, ojca Aleksandra, w formie piramidy, niezrealizowany na skutek dużych kosztów, jakie pochłonęłaby jego budowa i przedwczesnej śmierci Aleksandra.